# Menbi
Menbi – gewog w środkowo-wschodnim Bhutanie, jeden z ośmiu w dystrykcie Lhünce. Zajmuje powierzchnię 89 km². W 2005 był zamieszkany przez 2528 osób. Gęstość zaludnienia wynosiła 28,4 os./km². Dzieli się na 5 chiwogów, które są trzeciorzędnymi jednostkami podziału administracyjnego Bhutanu i pełnią funkcję obwodów wyborczych: Kamdhar Moormo, Maenjabi, Nyaibi Zhungkhar, Phagidoong i Tagmochhu Gorgan.

## Położenie
Jednostka położona jest w południowej części dystryktu. Jest najmniejszą powierzchniowo w dystrykcie Lhünce. Sąsiaduje z pięcioma gewogami:
- Gangzur i Khoma na północy,
- Minjay na wschodzie,
- Tsenkhar na południu,
- Metsho na południu i zachodzie.

## Demografia
Według bhutańskiego National Statistics Bureau struktura płciowa w 2005 kształtowała się następująco: 49,6% ludności stanowili mężczyźni, przy 50,4% kobiet. Mieszkańcy gewogu reprezentowali 16,4% całkowitej populacji dystryktu.